# ポールスター・4
ポールスター・4は、ポールスターが販売する高級EVである。

## 概要

### 発表から量産まで
2023年4月の上海モーターショーで発表された。
2023年11月に吉利汽車の杭州湾工場で量産を開始した。この工場はI-REC認証された水力発電と太陽光発電で電力供給される。これにより車両完成までのCO2排出量は19.4 - 21.4トン (t) と、ポールスター全ラインナップ中最小となる。
中国向けに2023年第4四半期から納車を開始し、ヨーロッパとオーストラリアで2024年1月に受注を開始した。
2025年後半から、ルノーコリアの釜山工場で受託生産を開始する予定である。

### 設計
Dセグメント相当のCUVクーペで、吉利汽車が開発したSEAプラットフォームを採用する。
最大の特徴はリアウインドウを廃したデザインで、2020年にポールスターが発表したコンセプトカー「プリセプト」のデザインを取り入れた。リアウインドウを廃止した全体的に後部寄りのデザインで、乗員を包み込む後部空間を生み出して新しい乗車体験をもたらす。エクステリアは空力的に最適化してCd値を0.26に低減した。
リアウインドウの代替として屋根にバックカメラを設置し、バックミラーを置換した高解像度スクリーンにカメラの映像を表示する。
ヘッドライトのデザインは、ポールスター・2までのトールハンマータイプから、プリセプトのデザインを取り入れた上下2分割の新デザイン「デュアルブレードヘッドライト」へ変更した。
上級グレードは、ZF製のセミアクティブダンパーを備えたサスペンションと、ブレンボ製4ピストンキャリパーディスクブレーキを装備する。タイヤは標準仕様でピレリP Zero、オプションでミシュランパイロットスポーツ、それぞれを装着する。
インテリアデザインはスポーツウェアからインスピレーションを受けた。内装材はスウェーデン繊維学校と共同開発した再生PET製のテキスタイルや、松根油から製造したバイオプラスチックなどを用いる。車内システムは15.4インチのセンターディスプレイから操作する。インフォテイメントシステムはクアルコムのSnapdragon Cockpit Platformで制御する。OSはGoogleのAndroid Automotive OSで、走行中にGoogle マップやGoogle アシスタントなどが利用可能である。車載5G通信機器を搭載してOTAアップデートに対応する。
ADAS用センサーを12基搭載する。ADAS機能として、ACCと連携して車両を走行車線中央に自動で維持する「パイロットアシスト」や、速度標識認識システム、アダプティブハイビームなどを備える。

## 動力
後輪駆動仕様はリヤに1基、4輪駆動仕様はフロントとリヤに1基ずつ同期モーターを搭載する。デュアルモーター仕様は最高出力544馬力 (ps) で、0-100キロメートル毎時 (km/h) 加速は3.8秒と従来のポールスターで最速の加速性能である。
バッテリーはCATL製のNMCリチウムイオンバッテリーで、容量はシングルモーター・デュアルモーターどちらも100 キロワット時 (kWh) である。
| モデル           | 駆動方式 | 最高出力        | 最大トルク | バッテリー容量 | WLTP航続距離 |
| ---------------- | -------- | --------------- | ---------- | -------------- | ------------ |
| シングルモーター | RWD      | 272 ps (200 kW) | 343 Nm     | 100 kWh        | 610 km       |
| デュアルモーター | 4WD      | 544 ps (400 kW) | 686 Nm     | 100 kWh        | 580 km       |